# Guramiowate
Guramiowate (Osphronemidae) – rodzina słodkowodnych ryb okoniokształtnych (Perciformes), zaliczana do błędnikowców. Obejmuje około 170 gatunków klasyfikowanych w 4 podrodzinach. Wiele gatunków z tej rodziny jest przedmiotem handlu na potrzeby akwarystyki, m.in. gurami, beloncje, bojowniki i prętniki.

## Występowanie
Pakistan oraz Indie, po Azję Południowo-Wschodnią. Większość zasiedla wody stojące, często o bardzo niskiej zawartości tlenu. Znane są też gatunki występujące w szybko płynących strumieniach.

## Cechy charakterystyczne
Ciało guramiowatych jest silnie bocznie spłaszczone, płetwy wydłużone. W otworze gębowym brak zębów. Łuski ktenoidalne. Guramiowate mają dodatkowy narząd oddechowy, tzw. labirynt, umożliwiający rybom oddychanie powietrzem atmosferycznym pobieranym z powierzchni wody.

## Biologia rozrodu
W biologii rozrodu przedstawicieli tej rodziny stwierdzono dwie taktyki rozrodcze. W jednej grupie są gatunki składające jaja do pienistych gniazd budowanych przez samca pod powierzchnią wody. Takie gniazda chronią ikrę przed drapieżnikami, jednocześnie zapewniając jej dostęp do tlenu rozpuszczonego w przypowierzchniowej warstwie wody. Drugą, mniejszą grupę stanowią gębacze, gatunki opiekujące się ikrą i wylęgiem, przy czym inkubacja ikry często odbywa się w pysku samca.

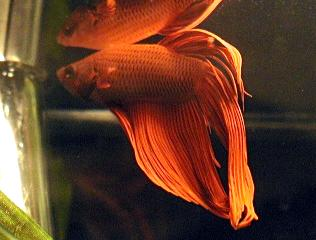
Bojownik wspaniały (Betta splendens)

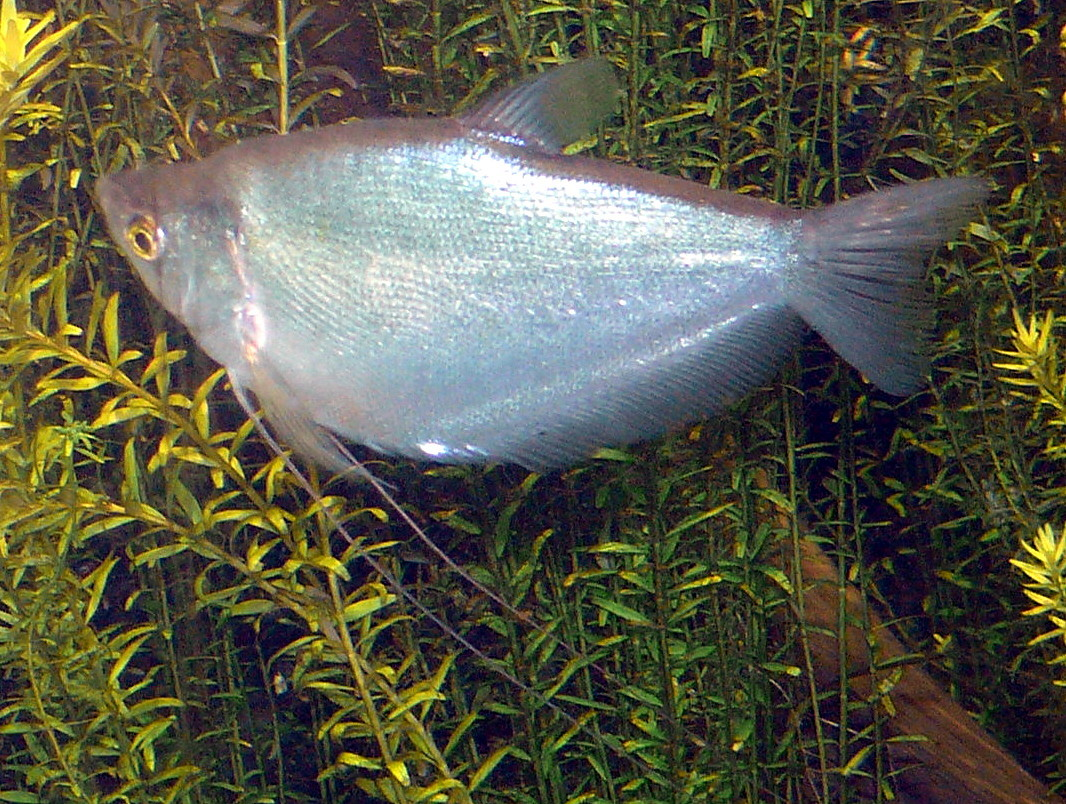
Gurami drobnołuski (Trichopodus microlepis)

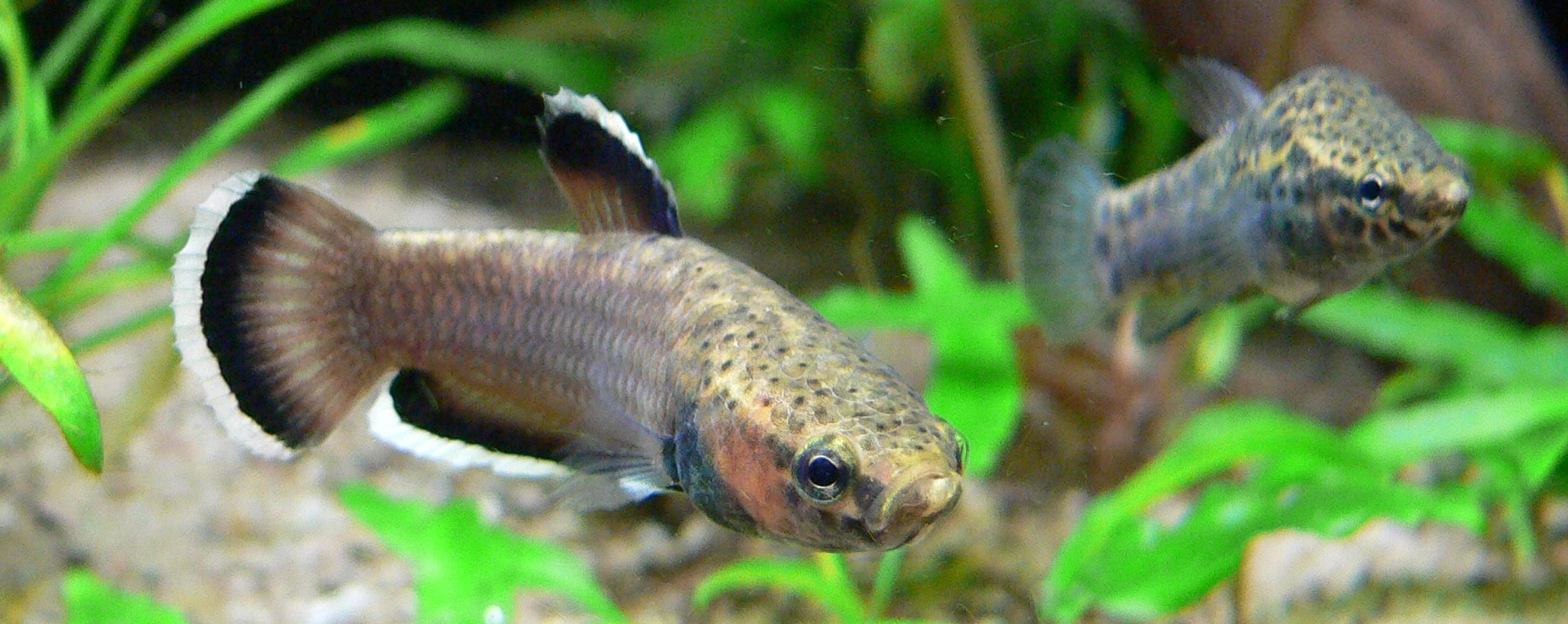
Betta albimarginata

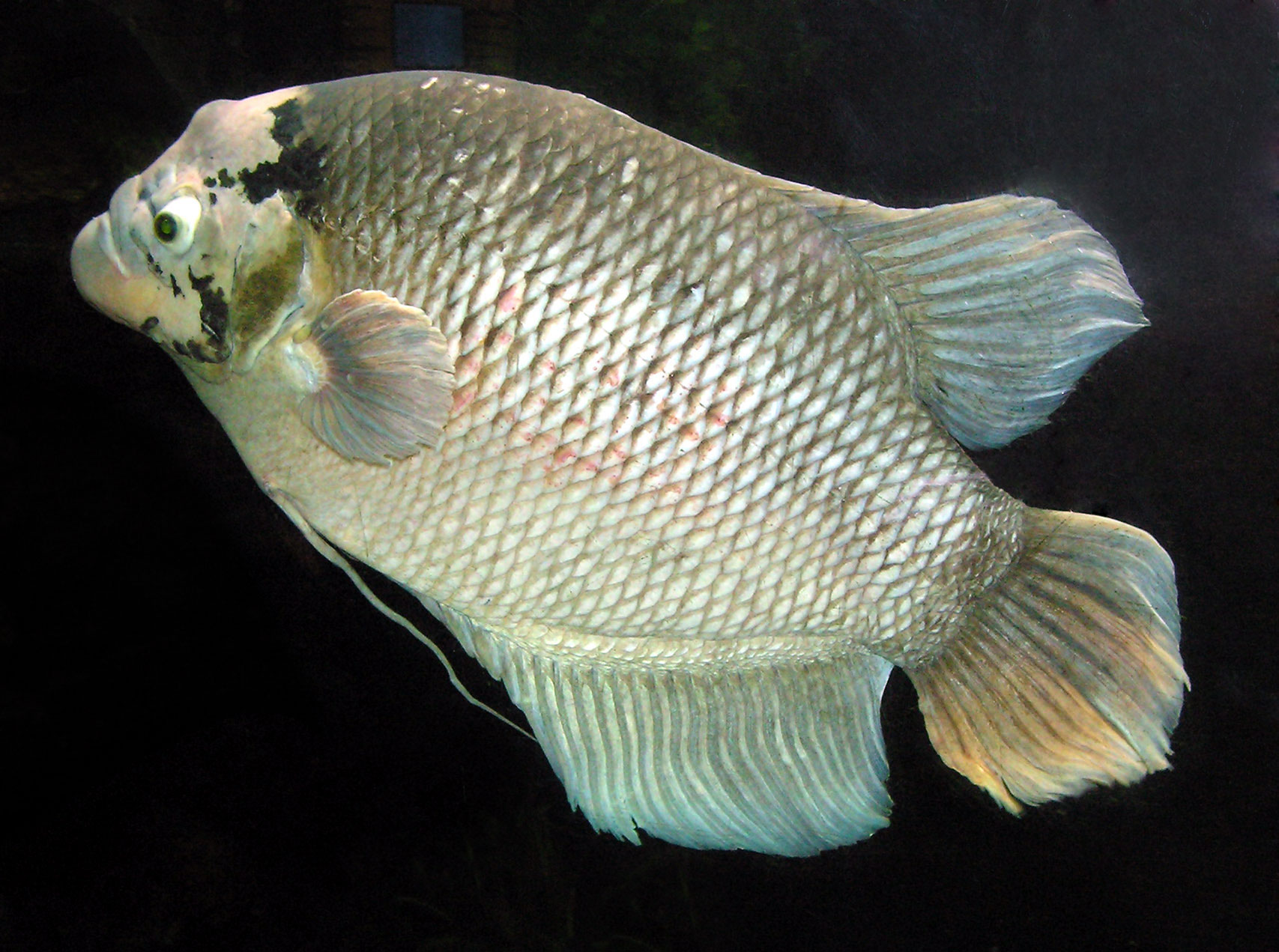
Gurami olbrzymi (Osphronemus goramy)

## Klasyfikacja
Klasyfikacja błędnikowców (zwanych też labiryntowcami) ulegała wielu zmianom na przestrzeni ostatnich lat. Poniżej przedstawiono stan według danych zgromadzonych w Catalog of Fishes (wersja z lipca 2012):
Rodzaje zgrupowane w tej rodzinie są zgrupowane w podrodzinach Belontiinae, Luciocephalinae, Macropodusinae, Osphroneminae:
Belontia — Betta — Ctenops — Luciocephalus — Macropodus — Malpulutta — Osphronemus — Parasphaerichthys — Parosphromenus — Pseudosphromenus — Sphaerichthys — Trichogaster — Trichopodus — Trichopsis